# Together again
Together again is het zevende album van de Nederlandse zanger Jan Keizer. Dit album is een samenwerking met Anny Schilder. Op gitaar verleent Marcel de Groot medewerking.
Het album werd uitgebracht op 12 september 2010 en bevat Engels- Frans- en Spaanstalige nummers mede geschreven door zijn Jans zoon Louis Keizer. Het album begon voorspoedig in de Nederlandse Album Top 100 met een 5e positie en een gouden status.
In het voorjaar van 2011 kwam het album opnieuw binnen in de Album Top 100, op nummer 10. Naar aanleiding van het succes wordt het album ook uitgebracht in Zuid-Afrika. Speciaal voor deze uitgave worden een aantal nummers in het Afrikaans opgenomen.

## Tracklist
1. C'est la vie;
2. Take Me to Ibiza;
3. The Chestnut Tree;
4. Que je t'aime;
5. Is It Love like Before;
6. The Champions of the World;
7. Tango d'amour;
8. Amor, amor;
9. Alone in a Chair;
10. Change for the Better;
11. Festa dell'uva;
12. Return back Home.

## Hitnotering

### NederlandseAlbum Top 100
| Hitnotering: (Week 1 t/m 12) 18-09-2010 t/m 04-12-2010 Hitnotering: (Week 13 t/m 16) 18-12-2010 t/m 08-01-2011 Hitnotering: (Week 17) 30-04-2011 | Hitnotering: (Week 1 t/m 12) 18-09-2010 t/m 04-12-2010 Hitnotering: (Week 13 t/m 16) 18-12-2010 t/m 08-01-2011 Hitnotering: (Week 17) 30-04-2011 | Hitnotering: (Week 1 t/m 12) 18-09-2010 t/m 04-12-2010 Hitnotering: (Week 13 t/m 16) 18-12-2010 t/m 08-01-2011 Hitnotering: (Week 17) 30-04-2011 | Hitnotering: (Week 1 t/m 12) 18-09-2010 t/m 04-12-2010 Hitnotering: (Week 13 t/m 16) 18-12-2010 t/m 08-01-2011 Hitnotering: (Week 17) 30-04-2011 | Hitnotering: (Week 1 t/m 12) 18-09-2010 t/m 04-12-2010 Hitnotering: (Week 13 t/m 16) 18-12-2010 t/m 08-01-2011 Hitnotering: (Week 17) 30-04-2011 | Hitnotering: (Week 1 t/m 12) 18-09-2010 t/m 04-12-2010 Hitnotering: (Week 13 t/m 16) 18-12-2010 t/m 08-01-2011 Hitnotering: (Week 17) 30-04-2011 | Hitnotering: (Week 1 t/m 12) 18-09-2010 t/m 04-12-2010 Hitnotering: (Week 13 t/m 16) 18-12-2010 t/m 08-01-2011 Hitnotering: (Week 17) 30-04-2011 | Hitnotering: (Week 1 t/m 12) 18-09-2010 t/m 04-12-2010 Hitnotering: (Week 13 t/m 16) 18-12-2010 t/m 08-01-2011 Hitnotering: (Week 17) 30-04-2011 | Hitnotering: (Week 1 t/m 12) 18-09-2010 t/m 04-12-2010 Hitnotering: (Week 13 t/m 16) 18-12-2010 t/m 08-01-2011 Hitnotering: (Week 17) 30-04-2011 | Hitnotering: (Week 1 t/m 12) 18-09-2010 t/m 04-12-2010 Hitnotering: (Week 13 t/m 16) 18-12-2010 t/m 08-01-2011 Hitnotering: (Week 17) 30-04-2011 | Hitnotering: (Week 1 t/m 12) 18-09-2010 t/m 04-12-2010 Hitnotering: (Week 13 t/m 16) 18-12-2010 t/m 08-01-2011 Hitnotering: (Week 17) 30-04-2011 | Hitnotering: (Week 1 t/m 12) 18-09-2010 t/m 04-12-2010 Hitnotering: (Week 13 t/m 16) 18-12-2010 t/m 08-01-2011 Hitnotering: (Week 17) 30-04-2011 | Hitnotering: (Week 1 t/m 12) 18-09-2010 t/m 04-12-2010 Hitnotering: (Week 13 t/m 16) 18-12-2010 t/m 08-01-2011 Hitnotering: (Week 17) 30-04-2011 | Hitnotering: (Week 1 t/m 12) 18-09-2010 t/m 04-12-2010 Hitnotering: (Week 13 t/m 16) 18-12-2010 t/m 08-01-2011 Hitnotering: (Week 17) 30-04-2011 | Hitnotering: (Week 1 t/m 12) 18-09-2010 t/m 04-12-2010 Hitnotering: (Week 13 t/m 16) 18-12-2010 t/m 08-01-2011 Hitnotering: (Week 17) 30-04-2011 | Hitnotering: (Week 1 t/m 12) 18-09-2010 t/m 04-12-2010 Hitnotering: (Week 13 t/m 16) 18-12-2010 t/m 08-01-2011 Hitnotering: (Week 17) 30-04-2011 | Hitnotering: (Week 1 t/m 12) 18-09-2010 t/m 04-12-2010 Hitnotering: (Week 13 t/m 16) 18-12-2010 t/m 08-01-2011 Hitnotering: (Week 17) 30-04-2011 | Hitnotering: (Week 1 t/m 12) 18-09-2010 t/m 04-12-2010 Hitnotering: (Week 13 t/m 16) 18-12-2010 t/m 08-01-2011 Hitnotering: (Week 17) 30-04-2011 | Hitnotering: (Week 1 t/m 12) 18-09-2010 t/m 04-12-2010 Hitnotering: (Week 13 t/m 16) 18-12-2010 t/m 08-01-2011 Hitnotering: (Week 17) 30-04-2011 | Hitnotering: (Week 1 t/m 12) 18-09-2010 t/m 04-12-2010 Hitnotering: (Week 13 t/m 16) 18-12-2010 t/m 08-01-2011 Hitnotering: (Week 17) 30-04-2011 | Hitnotering: (Week 1 t/m 12) 18-09-2010 t/m 04-12-2010 Hitnotering: (Week 13 t/m 16) 18-12-2010 t/m 08-01-2011 Hitnotering: (Week 17) 30-04-2011 |
| Week: | 1 | 2 | 3 | 4 | 5 | 6 | 7 | 8 | 9 | 10 | 11 | 12 | | 13 | 14 | 15 | 16 | | 17 | |
| --- | --- | --- | --- | --- | --- | --- | --- | --- | --- | --- | --- | --- | --- | --- | --- | --- | --- | --- | --- | --- |
| Positie: | 5 | 7 | 17 | 24 | 27 | 46 | 51 | 47 | 46 | 62 | 61 | 83 | uit | 78 | 82 | 95 | 97 | uit | 10 | uit |